# Oliveto Lario
Oliveto Lario es una localidad y comune italiana de la provincia de Lecco, región de Lombardía, con 1.164 habitantes.

## Evolución demográfica
| Gráfica de evolución demográfica de Oliveto Lario entre 1861 y 2001 |
|                                                                     |
| Fuente ISTAT - elaboración gráfica de Wikipedia                     |